# Thrypticus arahakiensis
Thrypticus arahakiensis är en tvåvingeart som beskrevs av Daniel J. Bickel 1991. Thrypticus arahakiensis ingår i släktet Thrypticus och familjen styltflugor. Inga underarter finns listade i Catalogue of Life.